# 波达通镇区
波达通镇区，是缅甸仰光省波达通县下辖的一个镇区。

## 历史沿革
2022年4月30日，波达通镇区划归波达通县管辖。